# Bergeria fletcheri
Bergeria fletcheri là một loài bướm đêm thuộc phân họ Arctiinae, họ Erebidae.